# Smrčná
Smrčná (en allemand : Simmersdorf) est une commune du district de Jihlava, dans la région de Vysočina, en Tchéquie. Sa population s'élevait à 470 habitants en 2024.

## Géographie
Smrčná se trouve à 9 km au nord-ouest de Jihlava et à 104 km au sud-est de Prague.
La commune est limitée par Štoky au nord et au nord-est, par Jihlava au sud-est, par Hybrálec et Bílý Kámen au sud, et par Větrný Jeníkov et Zbinohy à l'ouest.

## Histoire
La première mention écrite de la localité date de 1233.